# Gratiola
- Commons
- Wikispecies

Gratiola L. é um género botânico pertencente à família Plantaginaceae.

## Sinonímia
- Sophronanthe Benth.
- Tragiola Small et Pennell

## Espécies
Composto por 137 espécies:
- Gratiola acuminata
- Gratiola adenocaula
- Gratiola alata
- Gratiola amara
- Gratiola anagallidea
- Gratiola officinalis
- «Lista completa»

## Classificação do gênero
| Sistema | Classificação                    | Referência               |
| ------- | -------------------------------- | ------------------------ |
| Linné   | Classe Diandria, ordem Monogynia | Species plantarum (1753) |